# Mncast
mncast（エムアンドキャスト）とは韓国語の動画ポータルサイト。正式名称はmncast.com。
YouTubeから移ってきた投稿者もおり、YouTubeにはない動画がアップされている。2007年5月に日本語サイトもオープン。
しかし運営するSMオンライン（SMエンタテインメントの子会社）の経営悪化に伴い事業はソリパダへ売却されたものの、2009年初頭からサービスの中断を起こし、結局3月末にサービス終了を告知し4月22日にサービス終了した。